# Labioverlenging

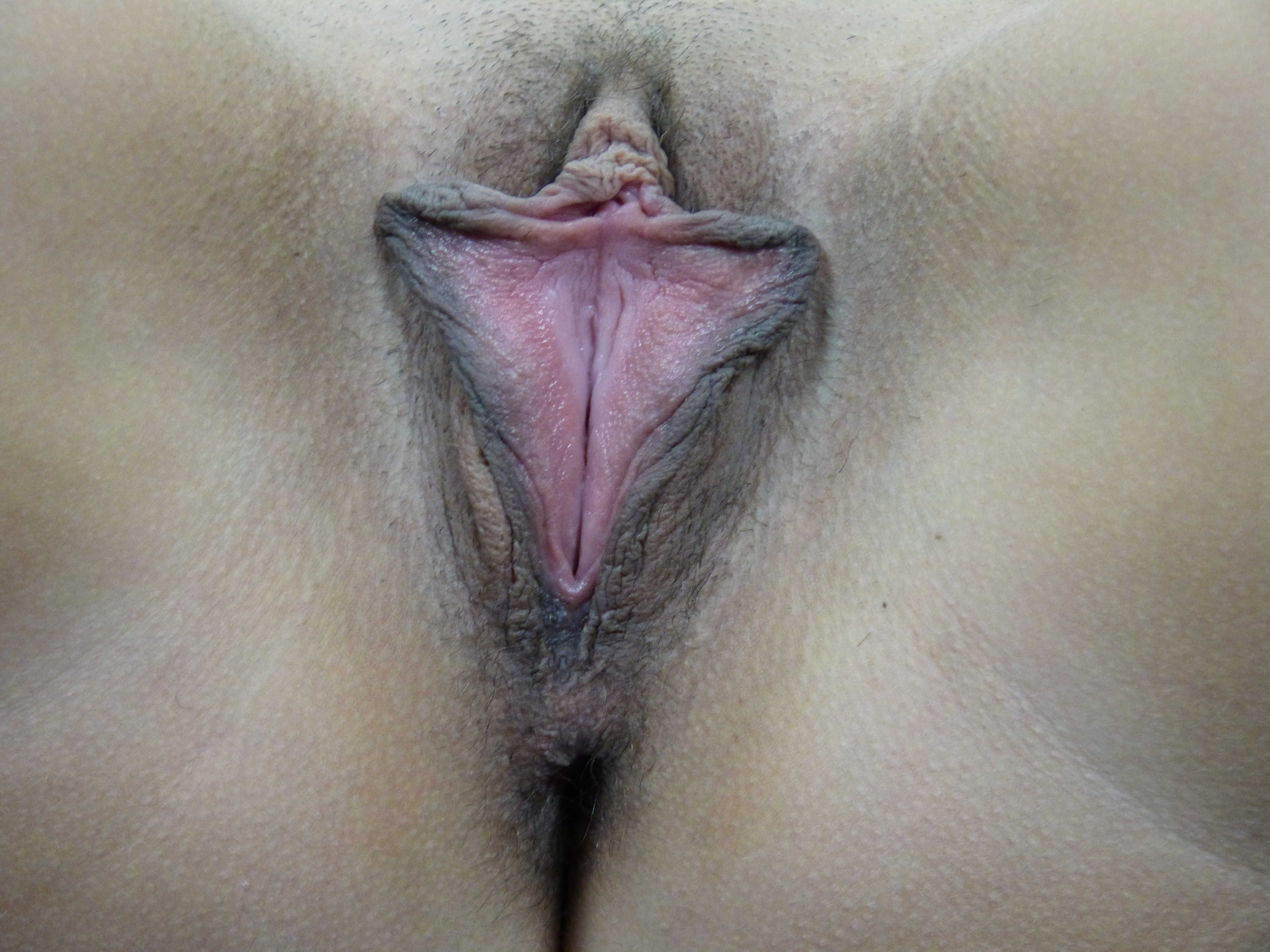
Vulva van een 20-jarige vrouw met verlengde binnenste schaamlippen

Labioverlenging is het langer maken van de binnenste schaamlippen door deze met de hand of gewichtjes uit te rekken. Het is een traditie bij bepaalde culturen in Afrika. Ook kan het worden toegepast vanwege seksuele stimulering of voor het verkrijgen van symmetrie van de schaamlippen. Tot 2008 viel het volgens de Wereldgezondheidsorganisatie onder vrouwelijke genitale verminking maar na onderzoek van socioloog Marian Koster en antropoloog Lisa Price van de Universiteit Wageningen in Rwanda bleken vrouwen het als positief voor de seksuele beleving te ervaren.